# Radio Emaus (Łódź)
Katolicka Rozgłośnia Archidiecezji Łódzkiej - Radio EMAUS – polska, katolicka rozgłośnia radiowa działająca w Łodzi w latach 1994-1998. Właścicielem stacji była Archidiecezja łódzka. Przez cały okres działalności redaktorem naczelnym był ks. Jarosław Burski.

## Historia
Na podstawie porozumienia pomiędzy państwem a Komisją Episkopatu Polski, diecezjom zostały przyznane częstotliwości radiowe. Na tej podstawie z inicjatywy biskupa pomocniczego Adama Lepy rozpoczęto organizację katolickiej stacji radiowej w Łodzi.
Rozgłośnię zorganizowano w budynku Kurii Archidiecezjalnej przy ul. ks. Ignacego Skorupki 1a. W uruchomieniu rozgłośni wsparcia udzieliło katolickie Radio Alta z Bergamo. 13 września 1994 roku abp Władysław Ziółek uroczyście otworzył i poświęcił studio radiowe. Emisja została uruchomiona 5 dni później. Koncesja została przyznana 2 grudnia 1994 roku. 
Program początkowo nadawano przez dwie godziny (od godziny 17 do 19) na częstotliwości Radia Maryja (66,68 MHz). Po 2 latach, 15 stycznia 1996 roku przyznano częstotliwość 100,4 MHz, jednocześnie przejmując częstotliwość 66,7 MHz od Radia Maryja, które przeniosło nadawanie na inną częstotliwość. Program wydłużono również do 18 godzin. W planach było poszerzenie zasięgu poprzez podstacje przekaźnikowe w Piotrkowie Trybunalskim i Tomaszowie Mazowieckim, do czego jednak nie doszło.
Po trzech latach działalności siedzibę radia przeniesiono do innego budynku należącego do Kurii, przy ul. ks. Skorupki 7. Nowe studio oraz biura poświęcił abp Władysław Ziółek 9 października 1997 roku.
Od 1 września 1998 roku stacja stała się częścią Porozumienia Programowego "Plus". Zmieniono wtedy nazwę na "Radio Plus", zaś program okrojono do serwisów lokalnych.

## Program
Od 15 stycznia 1996 roku program ramowy rozgłośni przedstawiał się następująco:
6:00 - Godzinki o NMP
6:30 - Cisza Serca
8:30 - Gość Radia Emaus
9:00 - Wiadomości z archidiecezji
10:15 - Radiokontakt
11:15 - Zawsze po jednastej
12:00 - Anioł Pański, Słowo Boże + refleksja
12:15 - Wiadomości z archidiecezji
13:15 - W drodze do Emaus
14:30 - Caritas
15:00 - Wiadomości z archidiecezji
15:30 - Przegląd prasy katolickiej
16:15 - Dziennik Radia Watykańskiego
18:00 - Wiadomości z archidiecezji
18:10 - Klub św. Pawła
19:10 - Muzyczny Relaks
20:00 - Audycja Radia Watykańskiego
21:00 - Wieczernik Radia Emaus
24:00 - Zakończenie programu

## Dziennikarze
W zespole redakcyjnym znajdowali się m.in.: Tomasz Kępiński, Katarzyna Pawlak, Robert Midlak, Elwira Łaska-Faltmajster i Żaneta Kępińska.